# لولو (مغنية)
لولو (بالإنجليزية: Lulu Kennedy-Cairns )‏ (و. 1948  م) هي ممثلة، ومغنية، ورائدة أعمال، وممثلة أفلام، وكاتبة غنائية إسكتلندية، ولدت في غلاسكو، شاركت في مسابقة الأغنية الأوروبية 1969 بأغنية Boom Bang-a-Bang وفازت باللقب ممثلة المملكة المتحدة. لعبت دورا رئيسيا في فيلم إلى المعلم مع الحب (بالإنكليزية To Sir, with Love) ,ادت الأغنية بذات العنوان في الفيلم.

## جوائز
حصلت على جوائز منها:
- نيشان الإمبراطورية البريطانية من رتبة ضابط.

## وصلات خارجية
- لولو على موقع IMDb (الإنجليزية)
- لولو على موقع الموسوعة البريطانية (الإنجليزية)
- لولو على موقع ميوزك برينز (الإنجليزية)
- لولو على موقع أول موفي (الإنجليزية)
- لولو على موقع إن إن دي بي (الإنجليزية)
- لولو على موقع أول ميوزيك (الإنجليزية)
- لولو على موقع ديسكوغز (الإنجليزية)
- لولو على موقع قاعدة بيانات الفيلم (الإنجليزية)